# الوكالة الأسترالية للطاقة المتجددة
الوكالة الأسترالية للطاقة المتجددة (ARENA) هي وكالة مستقلة تابعة للحكومة الفيدرالية الأسترالية، تأسست في عام 2012 لإدارة برامج الطاقة المتجددة في أستراليا، بهدف زيادة العرض والقدرة التنافسية لمصادر الطاقة المتجددة الأسترالية.

## خلفية تاريخية
تأسست الوكالة الأسترالية للطاقة المتجددة في عام 2012 كهيئة قانونية مستقلة لإدارة برامج الطاقة المتجددة الحكومية. جاء التأسيس القانوني مع إقرار قانون وكالة الطاقة المتجددة الأسترالية لعام 2011 (قانون الوكالة الأسترالية للطاقة المتجددة). أقر التشريع البرلمان في نوفمبر 2011 بدعم من حزب الخضر الأسترالي والائتلاف الوطني والليبرالي المعارض بالإضافة إلى حزب العمل الحاكم . بدأت الوكالة الأسترالية للطاقة المتجددة عملياتها في 1 يوليو 2012. نتجت الوكالة عن مفاوضات داخل البرلمان الأسترالي في ظل حكومة جيلارد، بهدف توفير تمويل أكثر أمانًا لبرامج الطاقة المتجددة في سياق التغييرات السياسية.
بينما تم إنشاء الوكالة الأسترالية للطاقة المتجددة كجزء من حزمة مستقبل الطاقة النظيفة مع مؤسسة تمويل الطاقة النظيفة، إلا أنها مؤسسات منفصلة. قامت الوكالة الأسترالية للطاقة المتجددة بتوحيد العديد من برامج الطاقة المتجددة السابقة ومشاريع البحث والتطوير من المركز الأسترالي للطاقة المتجددة والمعهد الأسترالي للطاقة الشمسية وإدارة الموارد والطاقة والسياحة السابقة.